# 2751 Campbell
2751 Campbell este un asteroid din centura principală, descoperit pe 7 septembrie 1962, de Goethe Link Obs..